# Pseudoleskea brachyclados
Pseudoleskea brachyclados är en bladmossart som beskrevs av Kindberg 1884. Pseudoleskea brachyclados ingår i släktet Pseudoleskea och familjen Leskeaceae. Inga underarter finns listade i Catalogue of Life.